# クリスチャン・ヘーニング
クリスチャン・ヘーニング（Christian Hoening, 1947年 - ）は、ドイツの俳優である。

## 出演作品

### 映画
- バーダー・マインホフ 理想の果てに
- 白バラの祈り ゾフィー・ショル、最期の日々
- ヒトラー 〜最期の12日間〜（エルンスト＝ロベルト・グラヴィッツ）